# Schizocosa fragilis
Schizocosa fragilis este o specie de păianjeni din genul Schizocosa, familia Lycosidae. A fost descrisă pentru prima dată de Thorell, 1890. Conform Catalogue of Life specia Schizocosa fragilis nu are subspecii cunoscute.